# Gelarpawitan
Gelarpawitan is een bestuurslaag in het regentschap Cianjur van de provincie West-Java, Indonesië. Gelarpawitan telt 4309 inwoners (volkstelling 2010).